# 우빙루이
우빙루이(중국어 정체자: 吳秉叡, 병음: Wú Bîngrùi, 1966년 10월 7일 ~ )는 타이완의 정치인으로, 2005년 타이베이현 제2선거구, 2012년 비례대표 이자 2016년 신베이시 제4선거구의 입법위원으로 당선된다.